# アントニー・ブルーム
スールジ府主教アントニー・ブルーム（英語: Metropolitan Anthony (Bloom) of Sourozh, 1914年6月19日 - 2003年8月4日）は、ロシア正教会の府主教。スールジ主教区（Diocese of Sourozh）を創設し、長年に亘ってその主教・大主教・府主教を務めた。スールジ主教区はモスクワ総主教庁下の教区であり、グレートブリテンおよびアイルランドを管轄している（「スールジ」の名はクリミアにある都市スダク（Sudak）に歴史上置かれていた教区の名を流用したもの）。

## 前半生
スールジ府主教アントニー（ロシア語: Антоний, Митрополит Сурожский, Antonij, Mitropolit Surožskij）となるアンドレイ・ボリソヴィチ・ブルームは、1914年6月19日、スイスのローザンヌで、クセニアとボリス・エドゥアルドヴィチ・ブルーム夫妻に生まれた。母方の叔父に作曲家であるアレクサンドル・スクリャービンがいる。
幼少時代をロシアとペルシアで過ごす。ロシア革命の間に家族はペルシアを離れなければならなくなり、1923年にはパリに落ち着いた。アンドレイはここで教育を受け、パリ大学で物理学、科学、生物学を学び、医学博士号を取得して卒業した。
彼自身の言葉によれば、ティーンエイジャーの頃に彼はハリストス（キリスト）に会ったという。

## キャリア
1939年、フランス軍の軍医として従軍する前に、彼は密かに修道誓願をロシア正教会において立てていた。1943年、彼は剪髪され、アントニイの修道名を授かった。ナチス・ドイツによるフランス占領期間中は、医師として働きつつ、フランスのレジスタンスに参加した。
戦後、医師として働いていたが、1948年に司祭に叙聖され、正教会の聖アルバン・聖セルギイ協会の宣教師としてイングランドに派遣された。1950年にはロンドンのロシア正教会の主管者に任じられ、グレートブリテンおよびアイルランドにおけるロシア正教会の責任者として1957年には主教に叙聖され、1962年には大主教に昇叙された。1963年には西欧モスクワ総主教庁教会の総主教代理に任じられ、1966年には府主教に上げられた。上層部と本人双方の合意により、1974年、総主教代理の役目から解かれる。成長している教区において増大する牧会上の必要性や、助言と助けを求めて来る人々への対応に専念するためであった。

## 栄誉
府主教アントニーは、アバディーン大学からは「神の言葉の宣べ伝えと、当地における精神的生活の刷新に対して」、モスクワ神学大学からは「神学上、牧会上、宣教上の働きに対して」、またケンブリッジ大学、キエフ神学大学から名誉博士号を授与された。

## 著作
- 1966 – Living prayer
- 1970 – Beginning to pray
- 1971 – God and man
- 1972 – Meditations on a theme: a spiritual journey
- 1973 – Courage to pray
- 1986 – The essence of prayer
- 2005 – Encounter
- 2007 – The Living Body of Christ
- 2009 – Coming Closer to Christ: on Confession

## 晩年

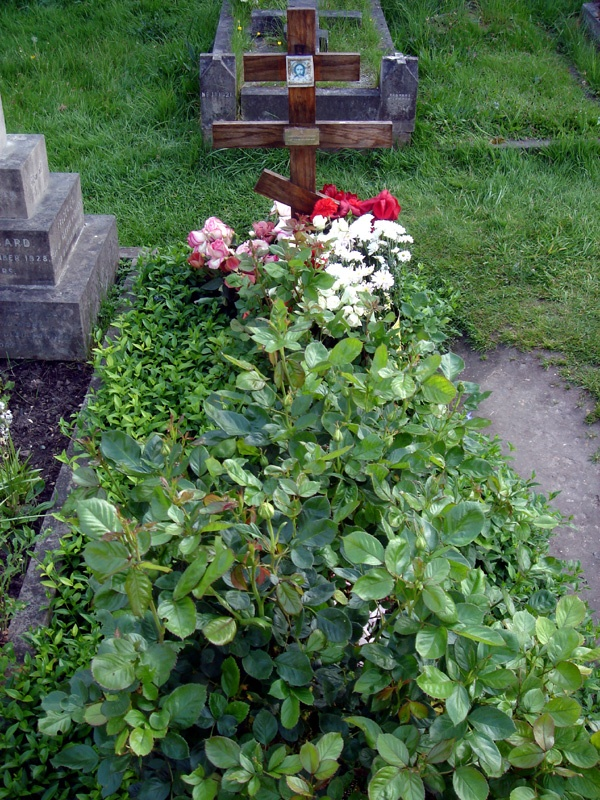
アントニー・ブルーム府主教の墓。八端十字架が立てられている。

府主教アントニーは2003年夏に離職。その数日後2003年8月4日に永眠した。
墓はロンドンのBrompton Cemeteryにあり、正教徒や非正教徒の両方がしばしば訪れている。

## スールジ府主教アントニー財団
スールジ府主教アントニー財団が、スールジ府主教アントニーの著作の収集と刊行を主要な任務とする独立の管理機構として存在している。
現在、財団はアントニーの著作権の管理と、新しい著作集の委託、翻訳許可を遂行することで任にあたっている。
財団はまた、講話、放映物、説教などの録音といった媒体も含めた、府主教アントニーの出版物、著述の公的なアーカイブを作成しようとしている。
財団は全世界における著作権、および府主教アントニーの著作におけるほかの知的財産権の法的な所有者であり、登録された慈善番号は1120395である。
財団の代表は長司祭ジョン・リーである。